# Coudrecieux
Coudrecieux település Franciaországban, Sarthe megyében. Lakosainak száma 638 fő (2022. január 1.). Coudrecieux Dollon, Semur-en-Vallon, Bouloire, Écorpain, Montaillé és Saint-Michel-de-Chavaignes községekkel határos.

## Népesség
A település népességének változása:
| Lakosok száma | 656  | 631  | 628  | 616  | 615  | 615  | 623  | 630  | 638  |
|               | 2013 | 2015 | 2016 | 2017 | 2018 | 2019 | 2020 | 2021 | 2022 |